# San Miguel Tlapéxcatl
San Miguel Tlapéxcatl är en ort i Mexiko.   Den ligger i kommunen Cosautlán de Carvajal och delstaten Veracruz, i den sydöstra delen av landet, 220 km öster om huvudstaden Mexico City. San Miguel Tlapéxcatl ligger 1 235 meter över havet och antalet invånare är 993.
Terrängen runt San Miguel Tlapéxcatl är huvudsakligen kuperad, men västerut är den bergig. Runt San Miguel Tlapéxcatl är det ganska glesbefolkat, med 38 invånare per kvadratkilometer. Närmaste större samhälle är Coatepec, 16,7 km norr om San Miguel Tlapéxcatl. I omgivningarna runt San Miguel Tlapéxcatl växer i huvudsak städsegrön lövskog.